# MFK Stará Ľubovňa
Mestský futbalový klub Stará Ľubovňa w skrócie MFK Stará Ľubovňa – słowacki klub piłkarski grający w drugiej lidze słowackiej, mający siedzibę w mieście Lubowla.

## Historia
Klub został założony w 1923 roku. Za czasów istnienia Czechosłowacji największym sukcesem klubu był awans do drugiej ligi czechosłowackiej. Grał w niej w sezonie 1978/1979. Z kolei po rozpadzie Czechosłowacji klub rozpoczął grę od piątej ligi słowackiej. W sezonie 2007/2008 zaliczył roczny epizod w drugiej lidze.

## Historyczne nazwy
- 1923 – ŠK Stará Ľubovňa (Športový klub Stará Ľubovňa)
- DŠO Slavoj Stará Ľubovňa (Dobrovoľná športová organizácia Slavoj Stará Ľubovňa)
- TJ Skrutkáreň Stará Ľubovňa (Telovýchovná jednota Skrutkáreň Stará Ľubovňa)
- FK Rekostav Stará Ľubovňa (Futbalový klub Rekostav Stará Ľubovňa)
- FK Stará Ľubovňa (Futbalový klub Stará Ľubovňa)
- 2006 – MFK Stará Ľubovňa (Mestský futbalový klub Stará Ľubovňa)
- 2007 – MFK Goral Stará Ľubovňa (Mestský futbalový klub Goral Stará Ľubovňa)
- 2012 – MFK Stará Ľubovňa (Mestský futbalový klub Stará Ľubovňa)

## Stadion
Domowe mecze klub rozgrywa na stadionie o nazwie Štadión MFK Stará Ľubovňa, położonym w mieście Lubowla. Stadion może pomieścić 2500 widzów.